# Jeff Butterfield
Jeffrey „Jeff“ Butterfield (* 9. August 1929 in Heckmondwike, Yorkshire, England; † 30. April 2004 in Wicken, Northamptonshire, England) war ein englischer Rugby-Union-Spieler und gilt aufgrund seiner Passfähigkeiten als der beste englische Innendreiviertel seiner Zeit.
Butterfield wuchs in Heckmondwike auf und ging auf die Whitcliffe Mount Grammar School in Cleckheaton. Dort besuchte er als kleiner Junge die Rugby-League-Spiele des dort ansässigen Vereins und kam so erstmals mit dem Rugbysport in Kontakt. Besonders der Spieler Willie Davies beeindruckte ihn und hatte Einfluss auf seine eigene Spielweise. Nach Abschluss der Schule ging er auf das Loughborough College, wo er ein Sportdiplom erlangte. Daraufhin unterrichtete er als Sportlehrer an der Wellingborough Grammar School.
Seine Spielerkarriere begann Butterfield bei den Northampton Saints, für die er 227 Spiele bestritt. Er spielte auch für die regionale Auswahl von Yorkshire. 1953 lief er erstmals für die englische Nationalmannschaft gegen Frankreich auf. In sechs Jahren kam er in 28 aufeinander folgenden Spielen zum Einsatz. In dieser Zeit gewann England viermal die Five Nations, dabei zweimal die Triple Crown und einen Grand Slam.
1955 wurde Butterfield für die Südafrika-Tour der British and Irish Lions nach Südafrika nominiert. In drei der vier Test Matches legte er je einen Versuch. Neben Cliff Morgan und Tony O’Reilly war er einer der herausragendsten Spieler der Tour. Vier Jahre später sollte er erneut im Kader der Lions stehen, jedoch verletzte er sich im Vorfeld der Tour nach Neuseeland.
Nach seiner Spielerkarriere arbeitete Butterfield zunächst in der Farbenindustrie, bevor er den Rugby Club in London eröffnete und über 25 Jahre betrieb. 1956 heiratete er Barbara Kirton, sie hatten zusammen einen Sohn. Am 30. April 2004 verstarb er nach einem jahrelangen Krebsleiden.